# Demonax uniformis
Demonax uniformis là một loài bọ cánh cứng trong họ Cerambycidae.